# Horizon Air
Horizon Air és una línia aèria regional amb base a Seattle, Washington, Estats Units. es va fundar el maig de 1981 per Milt Kuolt, Joe Clark i Bruce McCaw, amb plans inicials per volar a Hawaii però més tard es va canviar per servir l'estat de Washington. L'aerolínia va començar a operar l'1 de setembre de 1981, amb tres avions Fairchild F-27.
És la vuitena línia aèria regional més gran dels Estats Units que serveix a 46 ciutats als Estats Units i el Canadà.